# Óscar Ugarte (periodista)
Óscar Ugarte Ordóñez (n. 1955/1956) es un periodista, activista LGBT y director de documentales ecuatoriano. Fue una de las primeras figuras públicas ecuatorianas en salir del armario, además de uno de los primeras personas abiertamente LGBT en ser candidato a un cargo de elección popular en el país.
Ha sido parte de organizaciones LGBT como Famivida, Fundación Equidad y Ecuador Diverso, organización de la que fue presidente. Ha sido además presidente de la Asociación de Periodistas de Ecología y Turismo (Asopet), que él inició en 1999.

## Trayectoria
Realizó sus estudios superiores de periodismo en la Universidad Nacional de La Plata, en Argentina.
En el ámbito televisivo trabajó en el canal TC Televisión junto a personalidades como Fausto Valdiviezo. Durante la década de 1990 conducía un programa de televisión cuya sección de farándula fue el inicio de la carrera telivisiva de la presentadora Mariela Viteri. Posteriormente condujo el programa Viva la Tierra, en el canal Mundovisión, y realizó reportajes medio ambientales para el programa de noticias El Noticiero.
Fue una de las primeras figuras públicas ecuatorianas en salir del armario y desde 2001 ha sido activista por los derechos LGBT.
En 2006, como parte de la fundación Famivida, organizó el festival artístico «Arte y Diversidad» en conmemoración del Día Internacional del Orgullo LGBT, considerado el evento predecesor a la Marcha del Orgullo LGBT de Guayaquil. De acuerdo a Ugarte, dado que el municipio de Guayaquil había negado en años anteriores los permisos para realizar una celebración en honor al orgullo LGBT, decidió ese año organizar el festival sin permisos, considerando que se acercaban elecciones y que las autoridades probablemente no querrían entrar en ningún tipo de controversia. Durante la primera edición de la Marcha del Orgullo LGBT de Guayaquil realizada en el centro de la ciudad, en 2009, Ugarte fue uno de los organizadores.
Para las elecciones a la Asamblea Constituyente de Ecuador de 2007, se presentó como candidato a asambleísta de la provincia de Guayas por el Frente Social Constituyente. Estas elecciones fueron las primeras en que personas abiertamente LGBT se presentaron como candidatos a cargos de elección popular. Además de Ugarte, otras personas LGBT candidatas fueron las activistas Mabell García, Any Argudo, Elizabeth Vásquez, Francisco Guayasamín y Thalía Álvarez. Durante la campaña, Ugarte se posicionó como el candidato representante de la comunidad LGBT y propuso la regularización de las parejas del mismo sexo, aunque no el matrimonio.
En reconocimiento a su trayectoria como activista, Ugarte fue galardonado en 2011 con el Premio Orgullo y Diversidad, entregado por miembros de las poblaciones LGBT de Guayaquil. Ocupó además en varias ocasiones la silla vacía del Concejo Municipal de Guayaquil.
Como director de documentales, sus cortometrajes se centran en la ecología. También ha realizado documentales de temática LGBT, como el corto documental «Diversos y visibles», que se exhibió en la edición de 2012 del Festival Internacional de Cine LGBT El Lugar Sin Límites.